# Eugène Boch
Eugène Boch (1 de setembro de 1855 – 3 de janeiro de 1941) foi um pintor belga nascido em Saint-Vaast, La Louvière, Hainaut, irmão mais novo da pintora Anna Boch, membro fundador do Les XX.

## Vida
Nascido na 5ª geração da família Boch, uma rica dinastia de fabricantes de porcelana fina e cerâmica, ainda hoje ativa sob a firma de Villeroy & Boch, Eugène Boch se matriculou no ateliê privado de Léon Bonnat em Paris, em 1879. A partir de 1882, quando Bonnat fechou seu ateliê, ele estudou no ateliê de Fernand Cormon. Pinturas suas foram admitidas no Salão em 1882, 1883 e 1885.
Em 1888, ele foi apresentado por Dodge MacKnight a Vincent van Gogh.
Em 1892 ele se estabeleceu em Monthyon (Seine-and-Marne), não muito longe de Paris. Em 1909, ele se casou com Anne-Marie Léonie Crusfond (? –1933), em 1910 eles se mudaram para seu chalé recentemente erguido "La Grimpette", onde ambos viveram até a morte.
Eugène apoiou artistas de talento, mas sem dinheiro, incluindo Émile Bernard, que conheceu no Atelier Cormon, e Paul Gauguin. Ou ele trocou obras, como com Van Gogh. Assim, aos poucos, uma importante coleção de arte contemporânea foi se formando. Além de seu próprio retrato, Eugène Boch possuía uma segunda pintura de Van Gogh. Como sua irmã Anna, Eugène Boch gastou grande parte dos recursos, que deviam ao sucesso comercial de seu pai, Victor Boch, na promoção de outros artistas. Eles compraram fotos de praticamente todos os principais contemporâneos de seu tempo, a maioria dos quais também eram seus amigos.
Após a morte de Eugène Boch em 1941, ele legou O Poeta - esse é o título de Van Gogh para seu retrato de Eugène Boch, que Boch recebeu de Johanna van Gogh-Bonger de acordo com o último testamento de Vincent e Theo - ao Louvre. Hoje, a pintura pode ser vista no Museu de Orsay de Paris.

Parte de sua coleção foi comprada por seu sobrinho-neto Luitwin von Boch com a ideia de fazer um Museu sobre Anna e Eugene Boch.